# Julianna Karaulowa
Julianna Jurijewna Karaulowa (ros. Юлиа́нна Ю́рьевна Карау́лова) (ur. 24 kwietnia 1988 w Moskwie) – rosyjska piosenkarka, była wokalistka zespołu 5sta Family, finalistka programu Fabryka Gwiazd-5.

## Życiorys

### Dzieciństwo i edukacja
Urodziła się 24 kwietnia 1988 w Moskwie. Kiedy miała 4 lata, jej ojca wysłano na dyplomatyczną służbę do Bułgarii i razem z rodziną przeprowadziła się do Sofii.
Uczyła się w szkole przy Ambasadzie Rosji w Bułgarii. W wieku 11 lat wróciła do Moskwy. Ukończyła szkołę nr. 1106. W 2014 skończyła producencki fakultet im. Gniesinych. Wcześniej ukończyła fakultet wokalu pop-jazz Akademii Gniesinych.

### Kariera

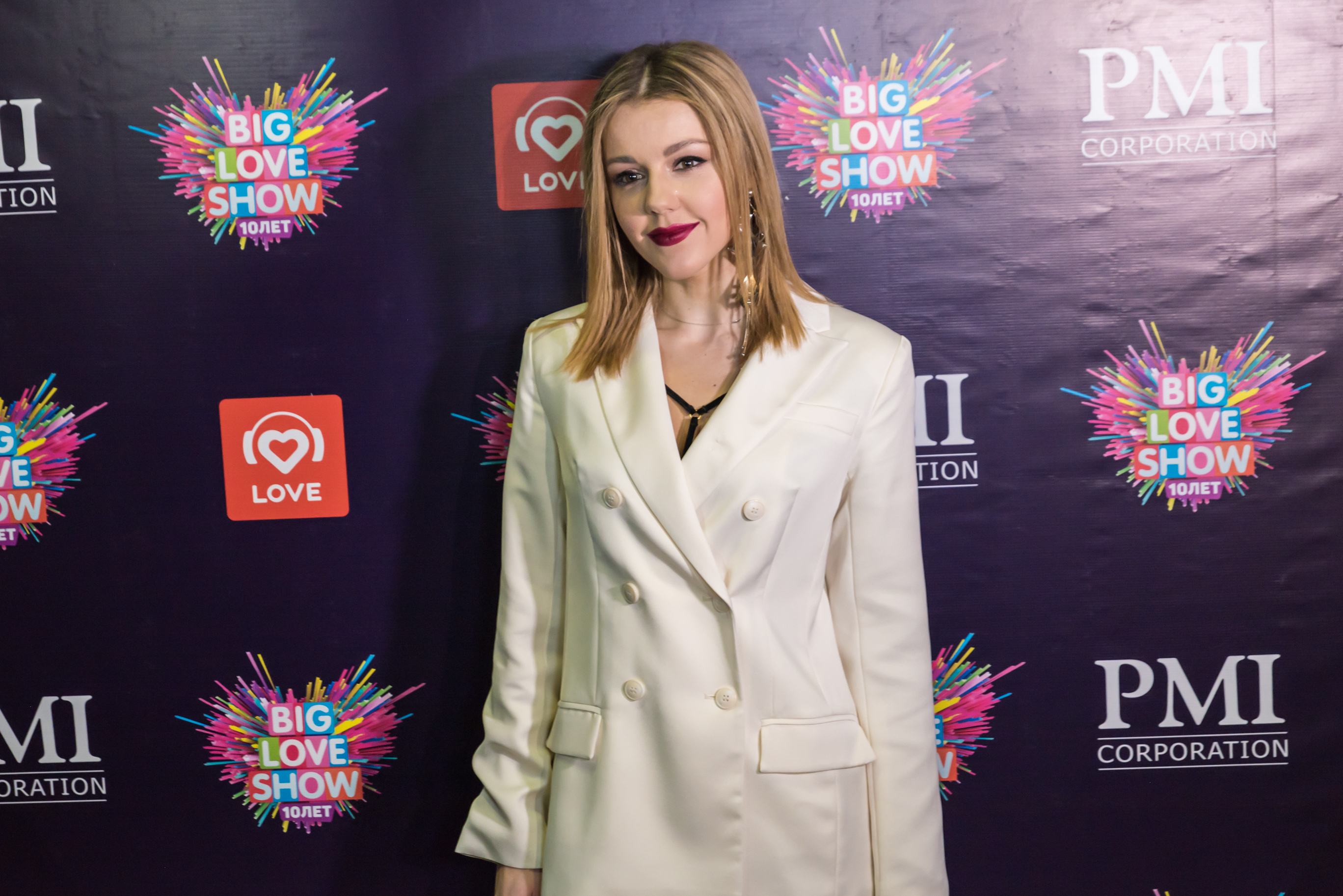
Julianna Karaulowa na konferencji prasowej festiwalu Big Love Show, 2018

W 2003 zajęła drugie miejsce w konkursie Twarz roku, organizowanym przez młodzieżowy magazyn „Yes!”. Po tym została jedną z wokalistek zespołu Yes.
W 2004 wzięła udział w telewizyjnym programie Pierwszego kanału Fabryka Gwiazd pod kierunkiem Ałły Pugaczowej. Ostatecznie dotarła do finału. W programie wykonała m.in. piosenkę „Niet tebia” w duecie z Rusłanem Masiukowym, a także solowy utwór „Diożd”. Po udziale w programie została członkinią zespołu Neckie Maksima Fadiejewa. Po udziale w Fabryce gwiazd Karaulowa około pół roku uczyła się w Londynie. Jakiś czas pracowała jako redaktor magazynu „Yes!”.

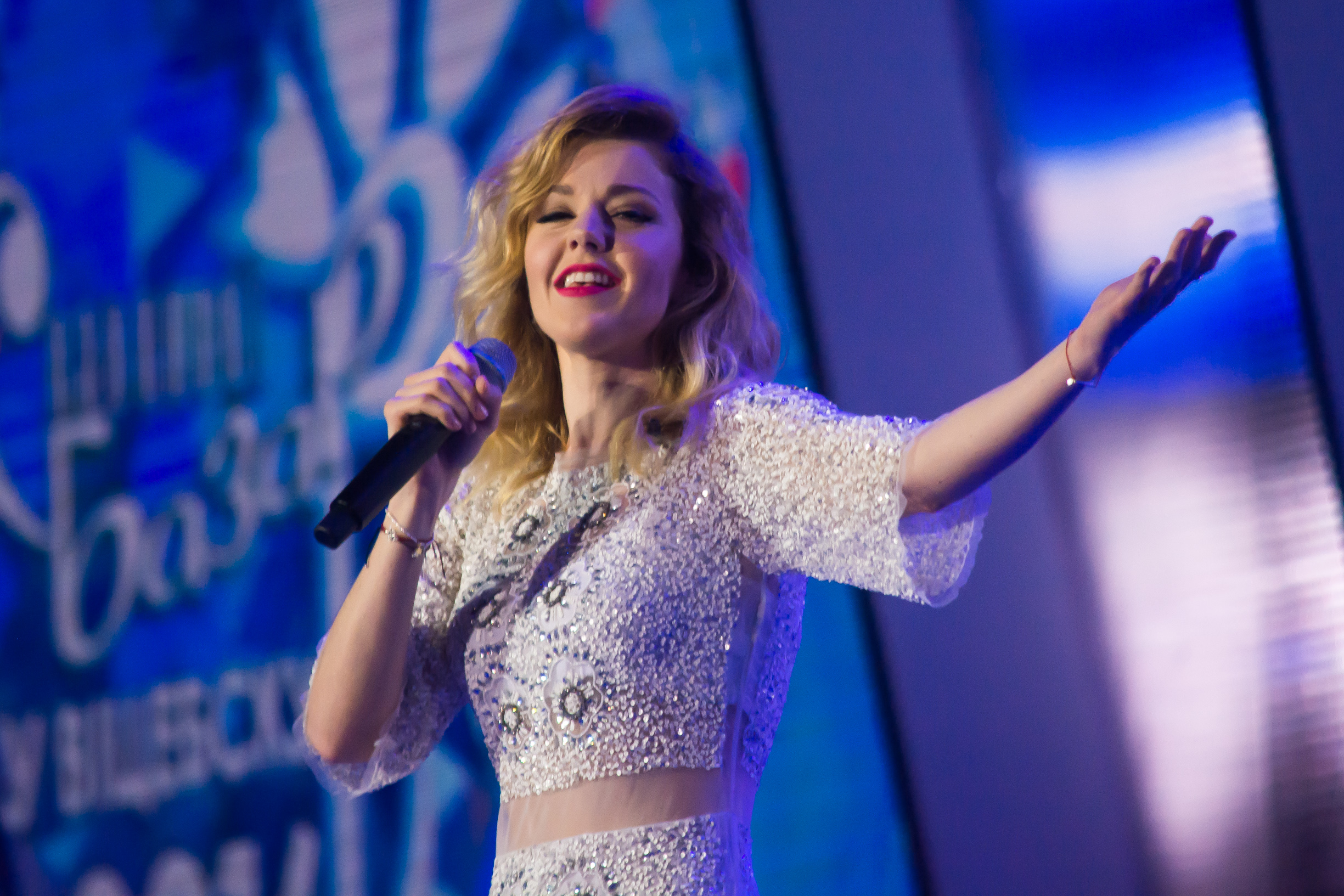
Julianna Karaulowa na Europa Plus TV w Witebsku, 2016

W 2011 została wokalistką zespołu 5sta Family. Przez cztery lata grupa nagrała kilka hitów i zdobyła ogrom prestiżowych nagród i nominacji, w tym m.in. Złoty Gramofon 2013 za piosenkę „Wmiestie my”. 20 września 2015 ogłosiła swoje odejście od grupy.
W maju 2015, będąc w składzie 5sta Family, zaprezentowała swój debiutancki klip do piosenki „Ty nie takoj”, którą napisała dla niej białoruska piosenkarka Bianka. Teledysk został nakręcony w Rzymie. Piosenka stała się hitem, a klip od listopada 2016 roku ma ponad 20 mln wyświetleń w serwisie YouTube. Pod koniec grudnia 2015 wydała piosenkę „Houston” wraz z teledyskiem. Na początku marca 2016 wydała swój trzeci singiel – „Wnieorbitnie”, a 12 czerwca – utwór „Morie”, nagrany w duecie z ST. 30 września 2016 wydała debiutancki solowy album studyjny, zatytułowany Czuwstwo Ju. Pierwszy koncert promocyjny odbył się 1 listopada w moskiewskim klubie RED.

## Życie prywatne
Spotyka się z producentem muzycznym Andriejem Czornym, z którym poznała się na Fabryce gwiazd. 23 grudnia 2016 Andriej oświadczył się piosenkarce na lodowisku ORCW, gdzie ta kręciła noworoczne show Niebieskie Światło.

## Dyskografia

### Albumy studyjne
- Czuwstwo ju (Чувство Ю; 2016)
- Fenomeny (Феномены; 2017)

## Klipy

### W grupieYes!
- 2004 – Pieredumała (Передумала)

### W grupieNeckie
- 2004 – Ja popała w sieti (Я попала в сети)
- 2004 – Ja dżoker kinu na stoł (Я джокер кину на стол)

### W grupie5sta Family
| Rok  | Klip                        | Skład                                                 | Reżyser        |
| ---- | --------------------------- | ----------------------------------------------------- | -------------- |
| 2011 | Tuk-tuk (Тук-тук)           | Julianna Karaulowa, Walerij Efremow, Wasilij Kosiński | Alisa Kosmos   |
| 2012 | Wmieste my (Вместе мы)      | Julianna Karaulowa, Walerij Efremow, Wasilij Kosiński | Ilja Durow     |
| 2013 | Budu z toboj (Буду с тобой) | Julianna Karaulowa, Walerij Efremow, Wasilij Kosiński | Ilja Durow     |
| 2014 | Moja melodija (Моя мелодия) | Julianna Karaulowa, Walerij Efremow, Wasilij Kosiński | Darija Bielowa |

### Kariera solowa
| Rok  | Klip                              | Reżyser                       | Album     |
| ---- | --------------------------------- | ----------------------------- | --------- |
| 2015 | Ty nie takoj (Ты не такой)        | Ilja Durow                    | Чувство Ю |
| 2015 | Hjuston (Хьюстон)                 | Konstantyn Czepiepkow         | Чувство Ю |
| 2016 | Wnieorbitnyje (Внеорбитные)       | Paweł Sidorow, Maria Unżakowa | Чувство Ю |
| 2016 | Morie (Море) (feat. ST)           | Sergiej Grey                  | Чувство Ю |
| 2016 | Razbitaja lubow (Разбитая любовь) | Leonid Kołosowski             | Чувство Ю |

## Filmografia

### Dubbing
| Rok  | Nazwa                | Rola                   |
| ---- | -------------------- | ---------------------- |
| 2016 | Vaiana: Skarb oceanu | Sina                   |
| 2019 | Kraina cudów         | mama głównej bohaterki |